# 水徳駅
水徳駅 （スドクえき）は、大韓民国全羅南道順天市にかつて存在した韓国鉄道公社の駅である。

## 利用可能な路線
- 韓国鉄道公社
  - 慶全線

## 駅構造
- 1面1線の地上駅。

## 歴史
- 1932年1月1日：開業[1]。
- 1944年6月15日：廃止[2]。
- 1958年5月21日：再開業[3]。
- 1974年12月6日：廃止[4]。

## 隣の駅
慶全線
順天駅 - 水徳駅 - 元倉駅